# Wasted Talent
Wasted Talent («Загубленный талант») — двадцатая серия второго сезона мультсериала «Гриффины». Премьерный показ состоялся 25 июля 2000 года на канале FOX. В России премьерный показ состоялся 25 июля 2002 года на канале Рен-ТВ.

## Сюжет
Лоис безуспешно подыскивает себе ученика-пианиста, который сможет победить ученика её соперницы, Алексис Рэдклифф, на музыкальном соревновании.
Тем временем Питер выпивает больше, чем обычно, своего любимого пива Pawtucket Patriot в надежде найти «серебряный свиток» и находит-таки его, выигрывая экскурсию на пивоваренный завод. Также серебряный свиток находит Джо Суонсон. С собой на экскурсию Питер берёт Брайана. Однако лестницы завода не приспособлены для инвалидов, поэтому Джо выгоняют с мероприятия. Питер с Брайаном отделяются от экскурсии, чтобы попробовать редкого пива, несмотря на предупреждения Пэта. Когда Пэтриот находит их в «запретном цеху», то прогоняет их из пивоварни.
Злой на Потакета, Питер пытается привлечь внимание Лоис своей игрой на пианино, показывая недюжинное мастерство в этом деле, находясь «под градусом». Лоис решается взять Питера к себе в ученики и выставить его на соревнование, хотя всё, что может исполнять на инструменте её муж — это музыкальные темы из фильмов и телевизионных программ.
На соревновании Питер «перебирает» и даже не может узнать пианино и только с помощью Лоис находит его и играет. Питер и Лоис занимают первое место, но Лоис переживает за здоровье мужа и за то, что она сгубила алкоголем слишком много его нервных клеток ради победы на конкурсе. Питер успокаивает свою жену, что все его нейроны в порядке, однако в глубине мозга Питера мы видим всего лишь одну-единственную уцелевшую клетку, которая к тому же разбила свои очки.

## Создание
Авторы сценария: Майк Баркер, Мэтт Уэйцман, Дейв Коллард и Кен Гойн.
Режиссёр: Берт Ринг.
Приглашённые знаменитости: Карлос Алазраки (в роли Чича Марина), Майкл МакКин (в роли Потакета «Пэта» Пэтриота) и Адам Кэролла (в роли Смерти).